# Terres sauvages
Terres sauvages (En tierras salvajes) est une telenovela mexicaine produite par Televisa et diffusée entre le 31 juillet 2017 et le 5 novembre 2017 sur Las Estrellas.
En Afrique, elle est diffusée entre le 8 octobre 2018 et le 11 janvier 2019 sur RTI1.
En France d'outre-mer, elle est diffusée entre le 3 décembre 2018 et le 31 janvier 2019 sur le réseau Outre-mer La Première.

## Synopsis
Isabel Montalbán est une belle femme de la grande ville qui souffre d'un grave problème aux poumons et qui part vivre dans une petite ville à la recherche de repos. Dans sa nouvelle résidence, habitent les parents et les frères de son mari, Aníbal Otero.
Qui pouvait imaginer que la présence de la jeune femme allait bouleverser le destin de la famille pour toujours ?
Sergio et Daniel sont les frères d'Aníbal. Immédiatement, les deux ressentent une forte attraction pour la jeune femme. Sergio est un homme calme et sensible, médecin et toujours prêt à prendre soin de la santé d'Isabel. D'autre part, Daniel est un homme beau et sauvage. Il est le plus libre de ses frères et vit sa vie avec une passion intense. Il est follement amoureux de sa belle-sœur, mais il sait qu'il doit renoncer à cet amour interdit.
Dans la ferme de la famille Otero, Don Arturo, le patriarche de la famille, est un gentilhomme gentil et affectueux, et Doña Amparo, sa femme, est une maîtresse femme arrogante.
Le drame d'Isabel commence lorsqu'elle sent que son mariage est en plein échec, puisque son mari, Aníbal, ne se soucie que des affaires de la famille et de l'argent, et s'éloigne de plus en plus d'elle. Isabel se rend compte qu'elle est amoureuse de Daniel et Sergio, mais elle pense qu'elle doit se battre pour sauver son mariage et éviter un conflit grave dans la famille...

## Distribution
- Claudia Alvarez : Isabelita Montalbán
- Cristian De La Fuente : Daniel Otero
- Diego Olivera : Don Aníbal Otero
- Ninel Conde : Carolina Tinoco
- Horacio Pancheri : Sergio Otero
- Daniela Romo : Dona Amparo Rivelles
- César Évora : Don Arturo Otero
- Lisardo : Don Carlos Molina
- Ximena Córdoba : Olga Guerrero / Irene Ávila
- Salvador Pineda : Amador Morales
- Nerea Camacho : Alejandra Rivelles Zavala
- Emmanuel Palomares : Uriel Santana
- Martha Julia : Dona Alba Castillo
- Fabián Robles : Don Víctor Tinoco
- Jackie Sauza : Teresa Castillo
- Maricruz Nájera : Rosa
- Miguel Ángel Biaggio : Don Fidel Molina
- Claudia Echeverry : Carmen
- Elías Meza : Adrián Tinoco Cruz / Adrián Molina Tinoco
- Jonnathan Kuri : Iker Morales
- Jessica Decote : Elisa Molina
- David Palacio : Padre  Blas Franco
- Lucas Bernabé : Andrés Santana
- Daniela Alvarez : Regina Negrete
- Luis Xavier : Rodolfo Escamilla
- Marco Zetina : Gerardo
- Silvia Manríquez : María Ortega
- Santiago González : Claudio Ibargüengoitia
- Marco León : Renato Lascuráin
- Antonio Monroy : Sabino, chamán
- Liz Gallardo : Silvia Torres
- Ricardo Vera : Juez
- Yuvanna Montalvo : Itzel
- Ernesto Gómez Cruz : Abuelo de Itzel